# Đông Lĩnh (phường)
Đông Lĩnh là một phường thuộc thành phố Thanh Hóa, tỉnh Thanh Hóa, Việt Nam.

## Địa lý
Phường Đông Lĩnh nằm ở phía tây thành phố Thanh Hóa, có vị trí địa lý:
- Phía đông giáp các phường Đông Cương và Đông Thọ
- Phía tây giáp phường Rừng Thông, xã Đông Tiến
- Phía nam giáp các phường Đông Tân và Phú Sơn
- Phía bắc giáp huyện Thiệu Hóa và phường Đông Cương.

Phường có diện tích tự nhiên 8,74 km². Đây là đơn vị hành chính có diện tích lớn nhất thuộc thành phố Thanh Hóa.

### Dân cư
Tính đến ngày 31/12/2022, phường Đông Lĩnh có quy mô dân số là 11.964 người (bao gồm dân số thường trú là 11.540 người, dân số tạm trú quy đổi là 424 người), mật độ dân số đạt 1.369 người/km².
Quy mô dân số tính đến ngày 31/12/2019 là 10.764 người. Mật độ dân số đạt 1.232 người/km².
Theo Tổng điều tra dân số và nhà ở năm 2019, xã Đông Lĩnh có dân số là 7.560 người. Mật độ dân số đạt 865 người/km².
Dân số năm 2009 là 7.635 người, mật độ dân số đạt 865 người/km².
Dân số năm 1999 là 9.026 người, mật độ dân số đạt 1.022 người/km².

## Lịch sử
Từ thời Nhà Nguyễn đến trước Cách mạng tháng Tám, xã Đông Lĩnh thuộc tổng Thọ Hạc, phủ Đông Sơn, gồm các thôn: Bản Nguyên, Vân Nhưng, Hồ Thôn, Trường Sơn..
Sau Cách mạng tháng Tám năm 1945, chính quyền chia tổng Thọ Hạc thành 4 xã: Long Cương, Nam Sơn Thọ, Song Lĩnh và Vân Sơn. Đến tháng 8 năm 1948, 2 xã Song Lĩnh và Vân Sơn sáp nhập thành xã Đông Lĩnh (thuộc huyện Đông Sơn).
Tháng 10 năm 1953, tách làng Đại Khối; hợp với các làng Định Hòa, Hạc Oa (thuộc xã Đông Thọ) thành xã Đông Cương.
Ngày 5 tháng 7 năm 1977, huyện Đông Thiệu được thành lập trên cơ sở sáp nhập 16 xã hữu ngạn sông Chu thuộc huyện Thiệu Hóa vào huyện Đông Sơn. Xã Đông Lĩnh thuộc huyện Đông Thiệu.
Ngày 30 tháng 8 năm 1982, huyện Đông Thiệu đổi tên thành huyện Đông Sơn. Xã Đông Lĩnh thuộc huyện Đông Sơn.
Ngày 29 tháng 2 năm 2012, Thủ tướng Chính phủ ra Nghị quyết 05/NQ-CP về việc điều chỉnh địa giới để mở rộng thành phố Thanh Hóa. Theo đó, xã Đông Lĩnh được chuyển từ huyện Đông Sơn về thành phố Thanh Hóa.
Ngày 9 tháng 12 năm 2020, Ủy ban Thường vụ Quốc hội ban hành Nghị quyết 1108/NQ-UBTVQH14 về việc thành lập các phường thuộc thành phố Thanh Hóa (nghị quyết có hiệu lực từ ngày 1 tháng 2 năm 2021). Theo đó, thành lập phường Đông Lĩnh trên cơ sở toàn bộ 8,74 km² diện tích tự nhiên và 10.764 người của xã Đông Lĩnh.

## Hành chính
Phường Đông Lĩnh được chia thành 12 tổ dân phố: Đông, Hồ Thôn, Lợi, Nguyên Hạnh, Phú, Quyết, Quý, Sơn, Tân Lương, Tân Tiến, Thắng, Vĩnh Ngọc.

## Văn hóa

### Di tích
- Đình Phương Chính (thường gọi là đình Vuông) và Nhà thờ Họ Đàm (gốc họ Lê), nằm ở làng Vân Nhưng: được công nhận là di tích lịch sử cấp quốc gia theo Quyết định số 2015/VH-QĐ ngày 16 tháng 12 năm 1993 của Bộ Văn hoá – Thông tin (nay là Bộ Văn hóa, Thể thao và Du lịch)[14]
- Đền thờ Chiêu phúc Đại Vương: Di tích lịch sử văn hoá cấp tỉnh[15]
- Đình và đền làng Bản Nguyên thờ thành hoàng[8]
- Từ đường họ Ngô: thờ Ngô Văn Thông, đỗ tiến sĩ khoa Mậu Thìn 1508[8]
- Chùa Thái Lai ở thôn Sơn Viện.[8]

### Các di chỉ khảo cổ học
Di chỉ Bái Man
Di chỉ khảo cổ học được phát hiện năm 1975, tại cánh đồng cao phường Đông Lĩnh ngày nay. Di chỉ này thuộc hậu kỳ đá mới. Tầng văn hoá từ 0,15 m đến 0,50 m. Hiện vật có: 37 đồ đá như rìu, khuyên tai, vòng tay, bàn mài, hạt chuỗi; 3881 mảnh gốm, có gốm thô và gốm mịn trang trí vặn thừng, chải dập, chấm oải…, có 62 mảnh chân chạc gốm thuộc hậu kỳ đồ đá mới.
Di chỉ Bái Tê
Di chỉ khảo cổ học được phát hiện năm 1973, tại thôn Bản Nguyên. Tầng văn hoá dày từ 0,30 m đến 040 m phát hiện 3 ngôi mộ và 5 hố đất đen. Hiện vật có: 226 đồ đá như: bàn mài, hòn ghè, mảnh khuyên, lõi vòng, chì lưới; đồ đồng có lao, đục vũm và mảnh trống; đồ sắt có lao dài và thỏi sắt; hàng ngàn mảnh gốm vỡ và bi, chì lưới, dọi xe chỉ gốm, chạc gốm và mảnh gốm Hán. Di chỉ có niên đại thuộc văn hoá khảo cổ học Đông Sơn.
Di chỉ Cồn Cấu
Di chỉ khảo cổ học được phát hiện năm 1976, tại xóm Tân. Các nhà khảo cổ đã tiến hành khai quật trên diện tích đào 104m2. Tầng văn hoá dày 0m80, gồm 2 lớp: lớp dưới có đồ đá và gốm thô, lớp trên đồ đồng và gốm Hán. Hiện vật có: 157 đồ đá như búa rìu, rìu tứ giác, đục, hòn kê, bàn mài và hàng trăm mảnh vòng và phác vật, khuyên tai; đồ đồng có: 2 rìu xéo, mũi tên và 1 dùi sắt. Di chỉ thuộc văn hoá khảo cổ học Đông Sơn, từ các thế kỷ 2, 3 trước Công Nguyên đến các thế kỷ 2, 3 sau Công Nguyên.
Di chỉ Xóm Rú
Di chỉ khảo cổ học được phát hiện những năm 1970, tại xóm Rú. Di chỉ có diện tích rộng hơn 2000m2, khai quật 175m2, tầng văn hoá dày từ 0,30 m đến 0,50 m. Hiện vật có hơn 40 đồ đá gồm rìu, bàn mài, chì lưới, chày, mảnh tước; ba đồ gốm nguyên là chân giò, đĩa, tượng đầu thú và 11.557 mảnh gốm. Di chỉ có niên đại thuộc văn hoá khảo cổ học Đông Sơn.
Các di chỉ khác
Ngoài các di chỉ nêu trên còn có các di chỉ: Bái Khuýnh, Bái Rắt, Gò Mả Chùa đều thuộc thời kì văn hóa Đông Sơn.